# Associazione Sportiva Pescara 1959-1960
Questa voce raccoglie le informazioni riguardanti l'Associazione Sportiva Pescara nelle competizioni ufficiali della stagione 1959-1960.

## Rosa
| N. |                   | Ruolo | Calciatore           |
| -- | ----------------- | ----- | -------------------- |
|    | Italia (bandiera) | A     | Gualberto Andreoli   |
|    | Italia (bandiera) | C     | Attilio Becchi       |
|    | Italia (bandiera) | D     | Mario Bernardi       |
|    | Italia (bandiera) | A     | Pasquale Cavicchia   |
|    | Italia (bandiera) | D     | Giancarlo Cialabrini |
|    | Italia (bandiera) | D     | Lucio Clede          |
|    | Italia (bandiera) | C     | Domenico Clerico     |
|    | Italia (bandiera) | C     | Giacomo Conio        |
|    | Italia (bandiera) | P     | Gino Di Cenzo        |
|    | Italia (bandiera) |       | Felicioni            |
|    | Italia (bandiera) | A     | Bruno Ferrari        |

| N. |                   | Ruolo | Calciatore        |
| -- | ----------------- | ----- | ----------------- |
|    | Italia (bandiera) | C     | Aurelio Foscili   |
|    | Italia (bandiera) | D     | Wainer Ganzerla   |
|    | Italia (bandiera) | C     | Farnese Masoni    |
|    | Italia (bandiera) |       | Matteucci         |
|    | Italia (bandiera) | D     | Giacomo Padovan   |
|    | Italia (bandiera) | A     | Pasquale Pagliaro |
|    | Italia (bandiera) |       | Ruscitti          |
|    | Italia (bandiera) | A     | Andrea Spina      |
|    | Italia (bandiera) | P     | Angelo Tuniz      |
|    | Italia (bandiera) | A     | Carlo Vanini      |